# Orthopodomyia wilsoni
Orthopodomyia wilsoni är en tvåvingeart som beskrevs av James David Macdonald 1958. Orthopodomyia wilsoni ingår i släktet Orthopodomyia och familjen stickmyggor.
Artens utbredningsområde är Thailand. Inga underarter finns listade i Catalogue of Life.